# Rosie Beelen
Rosie Beelen pseudoniem van Sien Beelen is een Nederlandse zangeres uit Weert. Samen met Ria Roda vormde ze jarenlang het duo De Limburgse Zusjes, van wie de Boerinnekesdans uit 1957 het bekendste nummer is.
Rosie Beelen was een nichtje van Jantje Hendrikx, echtgenoot van Ria Roda.